# تایوان استار تلکام
تایوان استار تلکام (انگلیسی: Taiwan Star Telecom) شرکت مخابرات تایوانی است، که در سال ۲۰۰۰ تأسیس شد.